# Palazzo Vescovile (Rieti)
Il Palazzo Vescovile, o Palazzo Papale, è un edificio storico di Rieti.

## Collocazione
L'edificio è affiancato alla Cattedrale, con il fronte che si affaccia su piazza Mariano Vittori e la fiancata che corre lungo la via Cintia in cui, arretrato di pochi metri, si apre l'arco di Bonifacio VIII.

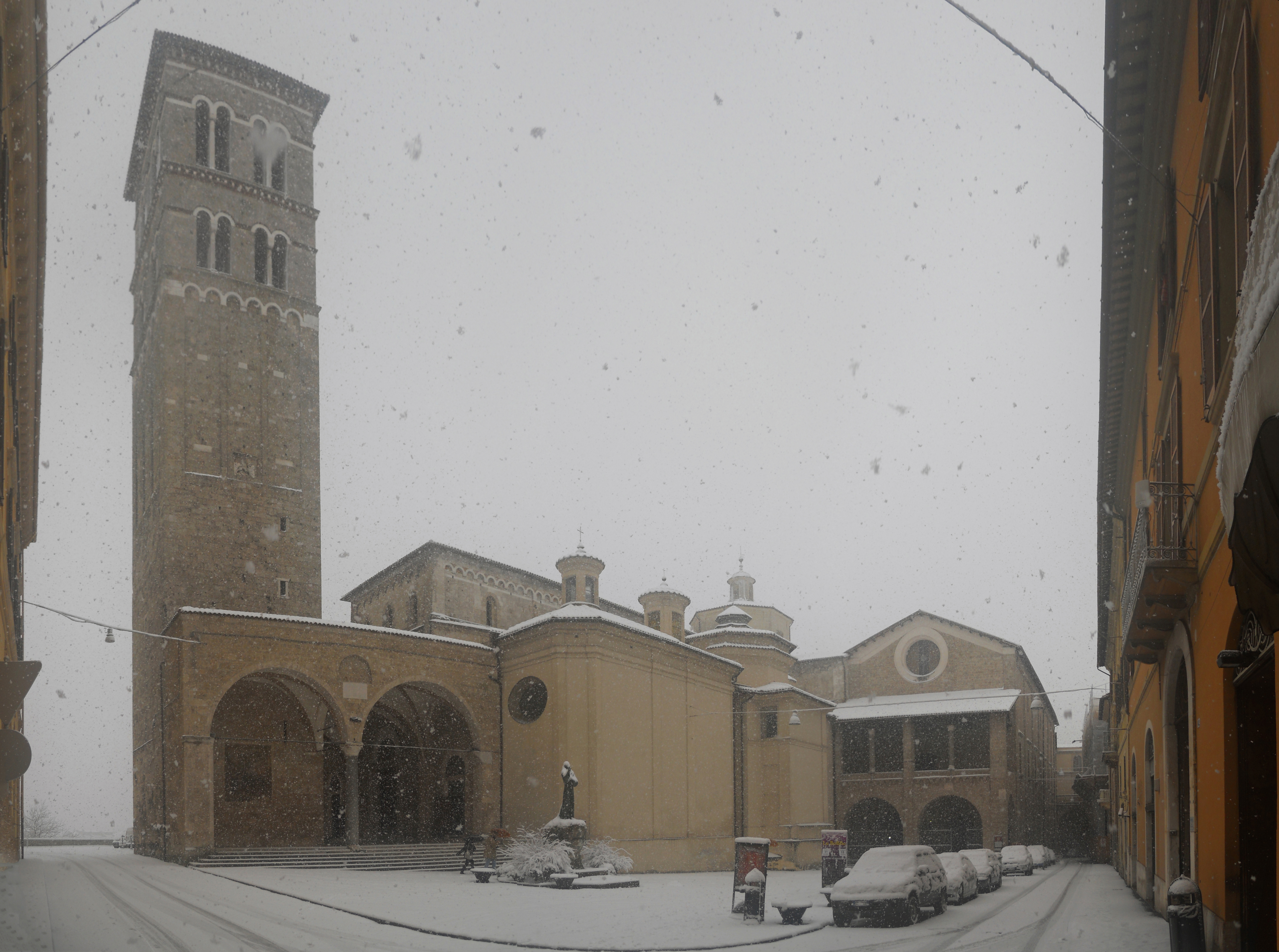
Visione d'insieme della Cattedrale con il Palazzo Vescovile e l'arco di Bonifacio VIII

## Storia

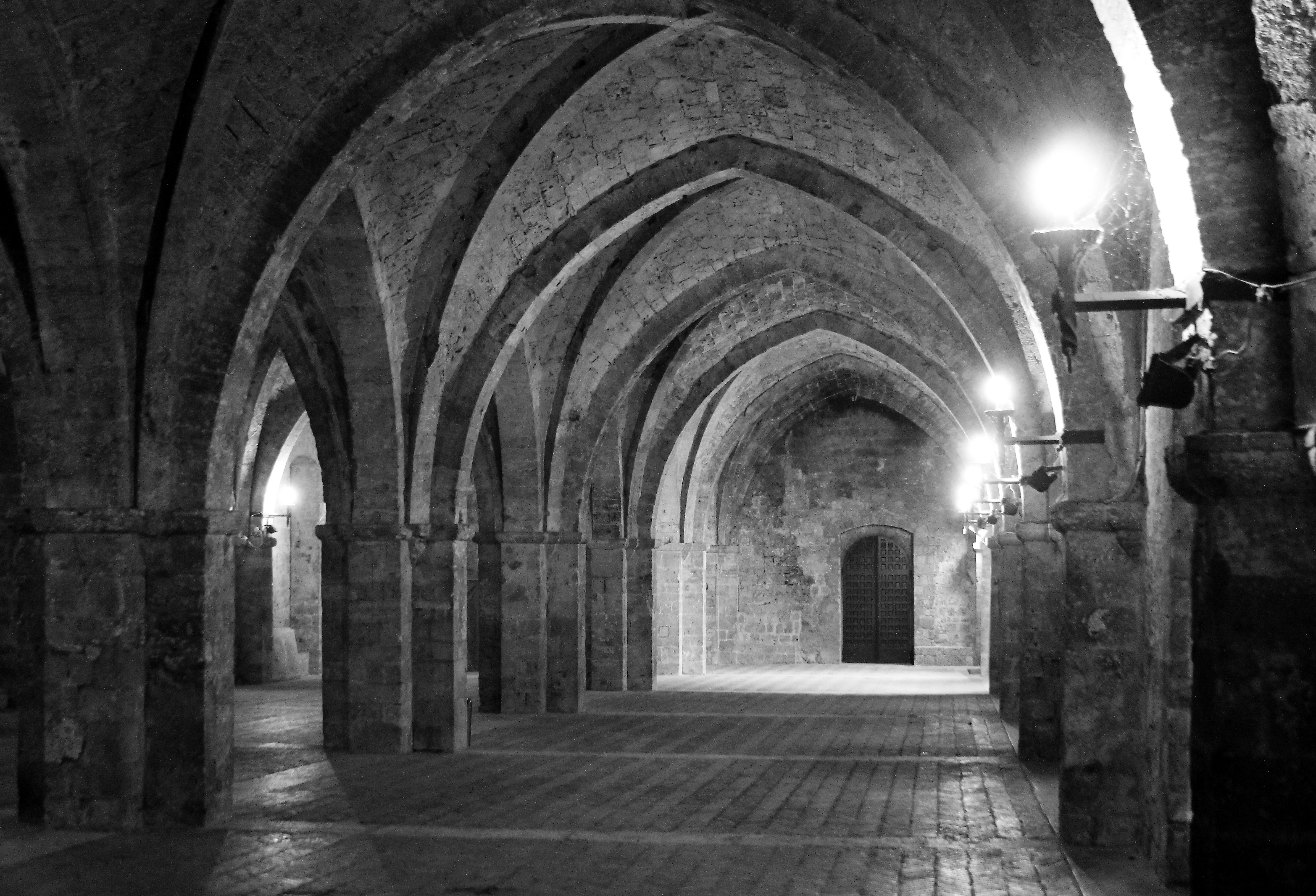
Le volte del Vescovado al piano terra

Nel XII secolo Rieti fu frequentemente sede papale. Nell'arco di un secolo risiedettero a Rieti i papi Innocenzo III (1198), Onorio III (nel 1219 e nel 1225), Gregorio IX (nel 1227, nel 1232 e nel 1234), Niccolò IV (tra il 1288 ed il 1289), Bonifacio VIII (nel 1298).
Proprio alla presenza della curia si deve l'erezione del palazzo. La costruzione fu iniziata dal maestro Andrea nel 1283, sotto l'episcopato di monsignor Pietro Gerra (1278-1286), ed era completata nel 1288 .
In seguito al terremoto del 1298, papa Bonifacio VIII fece erigere un arco che da lui prende nome e che scavalca via Cintia appoggiandosi al palazzo.
Il vescovo Antonino Serafino Camarda (a capo della diocesi dal 1724 al 1754), per reperire i fondi necessari alla ricostruzione degli edifici danneggiati nel terremoto del 1703, fece erigere nel piano terra dei tramezzi in muratura, per ricavare magazzini e botteghe che furono affittati ad artigiani e commercianti. Le volte del Palazzo Vescovile erano adibite a quell'uso ancora all'inizio del XX secolo (quando risultavano esservi un marmista e un falegname).
Originariamente il palazzo era dotato di una scalinata, attaccata al muro perimetrale della Cattedrale, che dalla piazza antistante la facciata conduceva direttamente al piano superiore. Poi, probabilmente per via della realizzazione delle cappelle laterali della Cattedrale nel Settecento, la scalinata fu spostata al centro della facciata del Palazzo Vescovile, coprendo l'accesso del portico e alle volte del piano terra.
Alla nascita della Repubblica Romana il generale Giuseppe Garibaldi fu a Rieti per presidiare i confini con il Regno di Napoli. Garibaldi alloggiò nel palazzo dei marchesi Colelli dal 29 gennaio al 13 aprile 1849, e requisì il Palazzo Vescovile per adibirlo a dormitorio della sua legione di volontari. La loro permanenza fu assai dannosa per il palazzo, dato che le truppe di Garibaldi, in segno di disprezzo verso il clero, imbrattarono le pareti con scritte e disegni osceni, costringendo il vescovo Gaetano Carletti a ricoprire d'intonaco gli stemmi dei papi e dei vescovi che decoravano le pareti del Salone delle Udienze.
Nella seconda metà dell'Ottocento Comune e Diocesi chiedevano un restauro del palazzo, ma il Ministero dei lavori pubblici era restio a concedere finanziamenti.
Il palazzo fu ulteriormente danneggiato dal terremoto del 1898 e nel 1900, su richiesta del comune di Rieti, il ministero di Grazia e Giustizia assegnò un contributo di 1000 lire per dei lavori urgenti di messa in sicurezza del tetto. In quella occasione una perizia del genio civile rivelò che, in seguito ai numerosi interventi eseguiti tra Cinquecento e Settecento dai vescovi Colonna, Guidi di Bagno, Bolognetti e Camarda, del tetto duecentesco non era più rimasta traccia.
Il restauro completo dell'edificio fu finalmente avviato nel 1927 e condotto da Francesco Palmegiani, ispettore onorario ai monumenti ed agli scavi di Rieti, grazie all'intervento del suo predecessore Angelo Sacchetti Sassetti e alla collaborazione del vescovo Massimo Rinaldi.
I lavori si conclusero nel 1934 e non si limitarono al consolidamento dell'edificio: il Palmegiani, alla continua ricerca della "romanità" esaltata dal regime fascista, portò avanti delle scelte radicalmente puriste, effettuando dei sostanziosi interventi di ripristino dell'originario aspetto medievale del palazzo. Il piano terra, infatti, fu recuperato e liberato dalle botteghe di artigiani, demolendo i tramezzi e riportando le volte al loro aspetto originario; la facciata fu cambiata sostanzialmente, rimuovendo l'intonaco, riportando la loggia a delle forme romaniche ed eliminando la monumentale scala che dalla piazza conduceva direttamente al primo piano (sostituita da una scala che venne costruita nel chiostro), che permise di costruire un portico di accesso al piano terra. Fu inoltre demolito un carcere adiacente al lato orientale del palazzo.
Nel 1926, in occasione del VII centenario della morte di San Francesco d'Assisi, il vescovo Massimo Rinaldi fece collocare nella piazza antistante una statua del santo, opera dello scultore Cristo Giordano Nicoletti.

## Descrizione

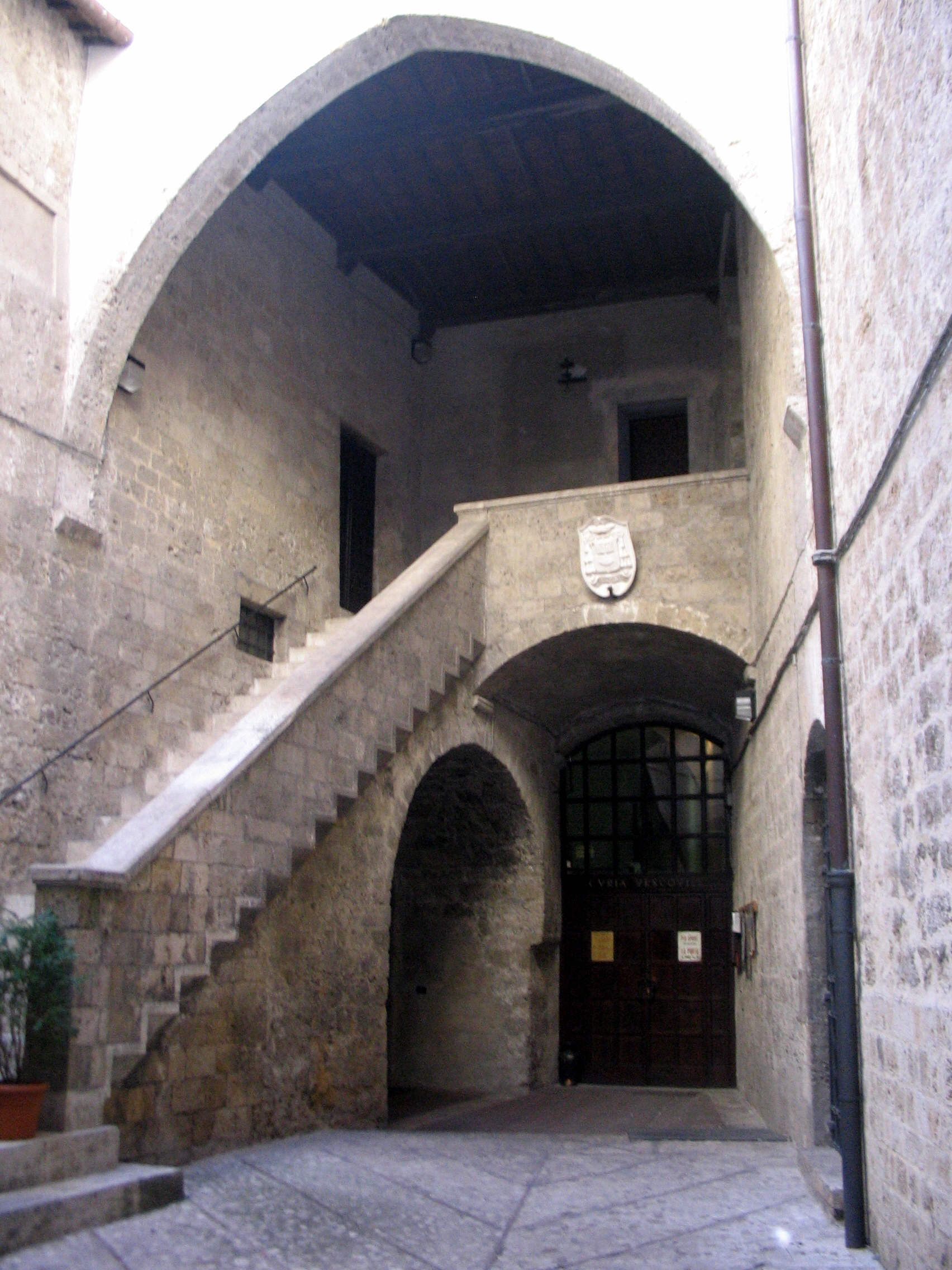
Corte interna che conduce al primo piano

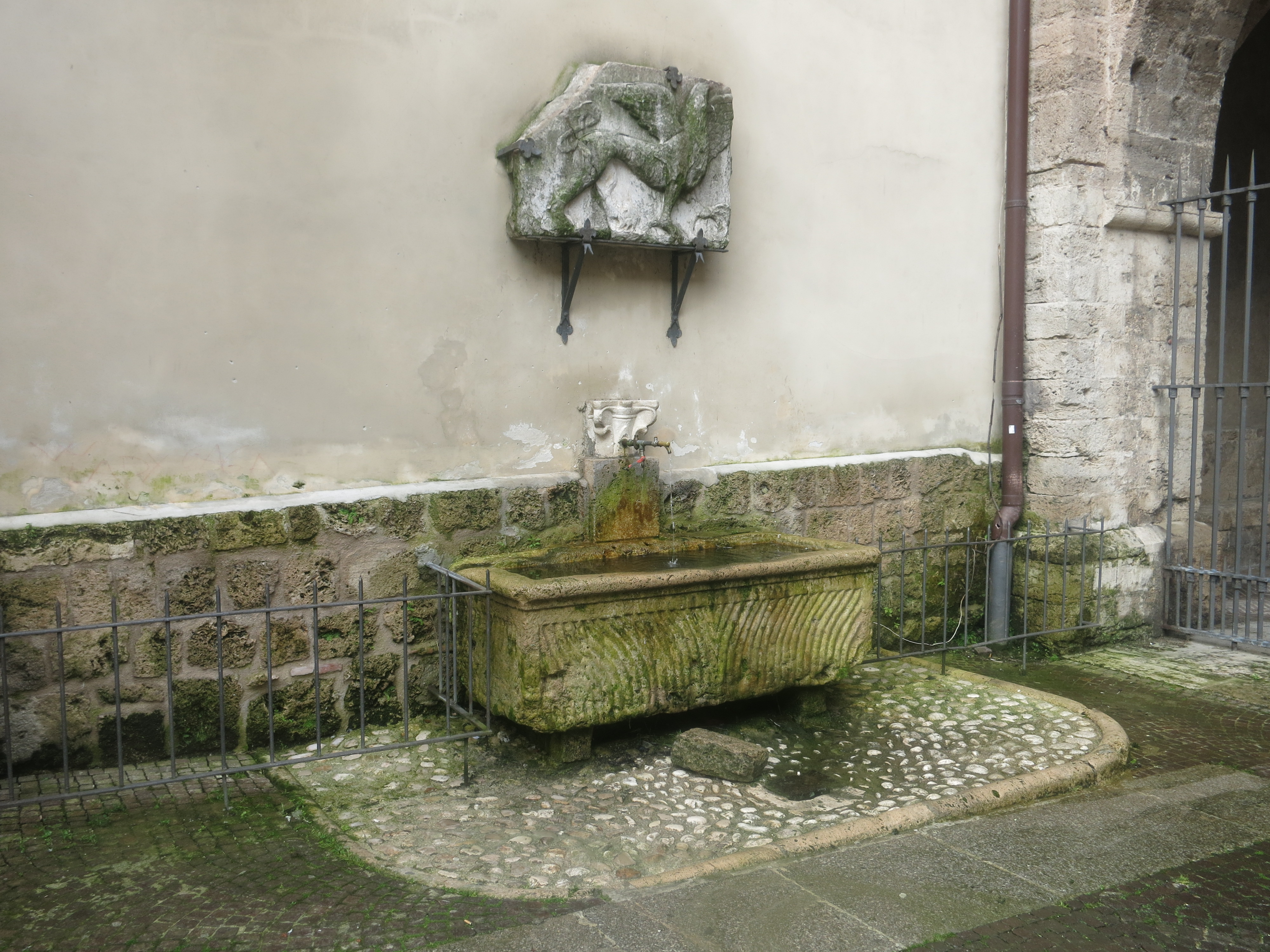
La fontana

L'edificio si articola su due piani. La facciata principale presenta al piano terra un portico, da dove si accede all'interno, e al primo piano una loggia coperta da un tetto sorretto da due colonne in pietra di origine romana e da un pilastro centrale. In passato tale loggia era raggiungibile direttamente dalla piazza, grazie ad una scalinata in pietra demolita negli anni venti, che oggi è visibile solo in alcune foto d'epoca.
Sulla fiancata destra, al piano superiore, si trovano otto finestre di epoca rinascimentale (1532).
A sinistra, addossata alla parete della Cattedrale, si trova una fontana la cui vasca è costituita da un sarcofago romano baccellato, sopra il quale è murata una lastra a bassorilievo con un grifo, risalente al XII secolo.

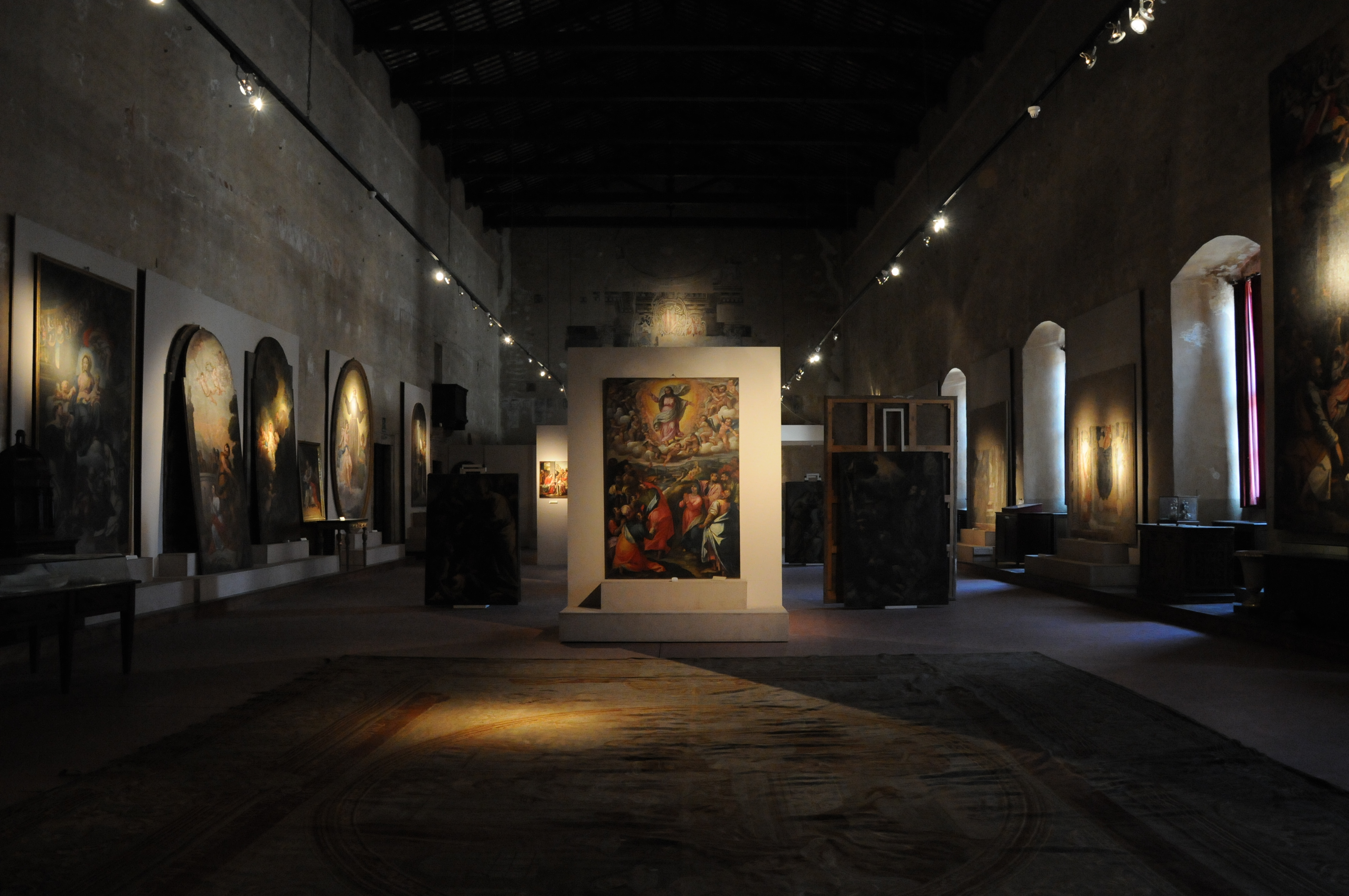
Il salone delle udienze, che ospita la pinacoteca diocesana

Il piano terra, a cui si accede sia dalla facciata che da due accessi laterali in via Cintia, è occupato dalle volte del Vescovado, un grandioso portico a due navate divise da sei pilastri cruciformi, che reggono quattordici campate coperte da volte a crociera gotiche decorate da cordonature. Le volte del piano terra, per il loro ambiente suggestivo, ospitano frequentemente mostre ed esposizioni ed hanno la funzione di vestibolo: da qui, infatti, un cancello permette di accedere ad una piccola corte interna dove con una scalinata si sale agli ambienti del primo piano.
Gran parte del primo piano è occupato dal Salone delle Udienze, una grande sala lunga 46 metri, larga 14 e alta 13,5 metri (al culmine) coperta da un tetto a capriate a travatura scoperta, che dal 2005 ospita la pinacoteca del Museo diocesano di Rieti. Dal Salone delle Udienze si raggiungono la loggia visibile sulla facciata, la Sala degli Stemmi e la Sala San Probo, affrescate da Vincenzo Manenti, nonché gli altri ambienti del palazzo che sono adibiti ad abitazione privata del Vescovo e ad uffici della curia diocesana.
Un'epigrafe, originariamente murata nella loggia ed oggi collocata sulla porta del salone, ricorda il matrimonio fra Costanza d'Altavilla ed Enrico VI di Svevia, figlio di Federico Barbarossa e futuro imperatore, celebrato a Rieti il 23 agosto 1185 alla presenza della sola sposa (Enrico era trattenuto in Germania per i funerali della madre). Il matrimonio fu ripetuto a Milano il 27 gennaio seguente; Rieti fu scelta per il valore simbolico e politico che aveva l'approvazione da parte della Chiesa nella prima città oltre i confini del Regno di Sicilia incontrata da Costanza nel percorso da Palermo a Milano, che percorreva accompagnata da un fastoso corteo di principi e baroni.

Pianta del pian terreno (frammento), con gli ambienti della basilica inferiore della cattedrale
Pianta del primo piano